# Kikihia cauta
Kikihia cauta är en insektsart som först beskrevs av Myers 1921.  Kikihia cauta ingår i släktet Kikihia och familjen cikador. Inga underarter finns listade i Catalogue of Life.